# Dipartimento di San Antonio (Jujuy)
San Antonio è un dipartimento argentino, situato nella parte meridionale della provincia di Jujuy, con capoluogo San Antonio.
Da nord ad ovest, in senso orario, esso confina con i dipartimenti di Doctor Manuel Belgrano, Palpalá, El Carmen, e con la provincia di Salta.
Secondo il censimento del 2010, su un territorio di 690 km², la popolazione ammontava a 4.466 abitanti, con un aumento demografico del 20,8% rispetto al censimento del 2001.
Il dipartimento comprende (dati del 2001) 1 sola commissione municipale:
- San Antonio